# Барановский (Брянская область)
Барановский — поселок в Почепском районе Брянской области в составе Речицкого сельского поселения.

## География
Находится в центральной части Брянской области на расстоянии приблизительно 13 км на юго-запад по прямой от районного центра города Почеп.

## История
На карте 1941 года отмечен как поселок Баранов с 15 дворами. В середине XX века действовал колхоз «Борьба».

## Население
Численность населения: 18 человек (русские 100 %) в 2002 году, 8 в 2010.